# Chloé Robichaud
Pour les articles homonymes, voir Robichaud.
Chloé Robichaud, née le 31 janvier 1988 à Cap-Rouge, est une réalisatrice et scénariste québécoise. Depuis 2014, elle a réalisé une trentaine de publicité, des vidéoclips et des séries tv et web, ainsi que trois longs métrages de fiction.

## Biographie
Chloé Robichaud a étudié au Séminaire Saint-François, en cinéma au Cégep Garneau, et pour la réalisation, elle fait une majeure en production cinématographique (Major in film production) - à l'Université Concordia (2007-2010)  et à l'Institut national de l'image et du son (INIS) (2010).

## Filmographie
Chloé Robichaud scénarise et réalise son premier long métrage Sarah préfère la course en 2012. Le film fait partie de la Sélection officielle, Un certain regard, du Festival de Cannes 2013. Il remporte notamment le grand prix de la compétition internationale au Baja International Film Festival.
Avant ce long métrage, Chloé Robichaud réalise plusieurs courts métrages dont Chef de Meute (2012), qui fait partie de la sélection officielle du Festival de Cannes 2012,,. En 2013, il est également nommé pour les prix Jutra du Québec et les prix Écrans canadiens, en plus de faire partie de la sélection « Canada's Top Ten », du Festival international du film de Toronto (TIFF). Elle fonde également Lez Spread the Word avec Florence Gagnon.
En 2013, elle entreprend le tournage de la websérie Féminin/Féminin, dont elle assure la scénarisation et la réalisation. Le premier épisode est mis en ligne le 14 janvier 2014 sur le site Lez Spread the Word.Cette websérie remporte le prix Gémeaux 2015 pour la meilleure émission ou série originale de fiction produite pour les médias numériques tandis que l'une des comédiennes, Macha Limonchik, remporte le prix Gémeaux 2015 pour la meilleure interprétation féminine pour une émission ou série originale pour les médias numériques.
À l'automne 2015, elle commence le tournage de son second long métrage. Le film intitulé Pays met notamment en vedette Macha Grenon, Emily VanCamp, Nathalie Doummar, Yves Jacques, Alexandre Landry, Serge Houde, Sophie Faucher et Rémy Girard. Le film fait partie de la sélection officielle du Festival international du film de Toronto 2016 où il est présenté en première mondiale,, le 10 septembre 2016. Pays est présenté en première québécoise en ouverture du Festival de cinéma de la Ville de Québec, le 14 septembre 2016,,. Il sort en salles au Québec en novembre 2016.
Pour son troisième film, elle travaille en collaboration avec le chef d'orchestre canadien Yannick Nézet-Séguin de l'Orchestre Métropolitain. Les Jours heureux est produit par Pierre Even de la boite montréalaise Item 7. En 2023, le film est présenté en première au Festival international du film de Toronto.
Son film suivant est une nouvelle version (remake) de Deux Femmes en or dont la sortie est prévue en 2025.

### Longs métrages
- 2013 : Sarah préfère la course, sélection officielle, Un certain regard, Festival de Cannes 2013[24], 94 minutes
- 2016 : Pays[13], sélection officielle, Contemporary World Cinema, Toronto International Film Festival[25], 2016, 100 minutes
- 2023 : Les Jours heureux[26]
- 2025 : Deux Femmes en or

### Séries TV et séries web
- 2017- 2018 :  Féminin/Féminin[27] web-série québécoise qui raconte la vie de six lesbiennes à Montréal.  Elle a été créée par Chloé Robichaud et Florence Gagnon. Tous les épisodes ont été écrits et réalisés par Robichaud. Disponible sur la plateforme ICI TOU.TV [28]au Canada et en France [29]sur France TV.
- 2017-2019 : Trop. Les trois saisons sont disponibles sur la plateforme ICI TOU.TV Extra. Les trois saisons ont été diffusés la chaine ICI Radio-Canada Télé.
- 2019 : Street Legal réalise les épisodes 4, 5 et 6 de la série tv, diffusée sur les ondes de CBC et maintenant disponible sur la plateforme GEM. [30]

### Courts métrages
- Au revoir Timothy (2009)
- Chef de meute (en) (2012), sélection officielle, Festival de Cannes 2012, 13 minutes[31]
- Nature morte (2011) – sélection Les courts du Québec au Festival de Cannes 2011[32]
- Maternel (2011)[33]
- Moi non plus (2010) – coup de cœur du Short Film Corner du Festival de Cannes 2010[34]
- Delphine (en) TIFF - Prix du Meilleur court-métrage canadien IWC SHORT CUTS AWARD, 2019, Mostra de Venise (76e Festival du Film de Venise) - Sélection officielle et présenté en Première mondiale, 2019

### Vidéoclips
- 2016 :  Alice, de Philippe Brach[35]
- 2017 : Un souvenir, d'Isabelle Boulay
- 2019 : Pour Toi, de  Ariane Moffatt. Nommée au gala de l’ADISQ 2019.

## Vie privée
En octobre 2020, elle révèle officiellement sa relation avec l'humoriste ontarienne Katherine Levac à travers leurs réseaux sociaux. Quelques mois plus tard, elles font une annonce publique sur leur compte Instagram : elles attendent des jumeaux, deux garçons pour la fin de l'année 2021.

## Distinctions
- Médaille du lieutenant-gouverneur (2005)[37]
- Médaille de l'Assemblée nationale du Québec (2005)[38]
- Festival international du film de Baja 2013 : Meilleur long-métrage pour Sarah préfère la course
- Festival international du film de Kiev Molodist 2013 : Prix Don Quichotte pour Sarah préfère la course
- Festival du film de Londres 2013 : Education Jury Project Award (sélection « First Feature Competition ») pour Sarah préfère la course
- TIFF Canada’s Top Ten 2013
- « Birks Diamond Tribute to the Year's Women in Film », Toronto International Film Festival (2013)[39]
- « Annual Artistic Merit Awards », Vancouver International Film Festival (2013)[40]
- Festival International de cinéma indépendant de Buenos Aires (BAFICI) 2014[41] : Prix du Jury œcuménique (Signis Prize) pour Sarah préfère la course
- Prix Gilles-Carle du RVCQ (2014)[42],[43]
- Prix Gémeaux 2015, meilleure émission ou série originale de fiction produite pour les médias numériques (Féminin/Féminin)[12]
- Grand Prix Phénicia de la Chambre de commerce LGBTQ du Québec (2016)[44]